# Милхаузен-Ехинген
Милхаузен-Ехинген (њем. Mühlhausen-Ehingen) општина је у њемачкој савезној држави Баден-Виртемберг. Једно је од 25 општинских средишта округа Констанц. Према процјени из 2010. у општини је живјело 3.689 становника. Посједује регионалну шифру (AGS) 8335097.

## Географски и демографски подаци
Милхаузен-Ехинген се налази у савезној држави Баден-Виртемберг у округу Констанц. Општина се налази на надморској висини од 473 метра. Површина општине износи 17,8 km². У самом мјесту је, према процјени из 2010. године, живјело 3.689 становника. Просјечна густина становништва износи 207 становника/km².